# Christian Ruud
Pour les articles homonymes, voir Ruud.
1. Christian Ruud, né le 24 août 1972 à Oslo, est un joueur de tennis norvégien, professionnel de 1991 à 2001.

Ses résultats ont fait de lui le meilleur joueur de tennis de l'histoire de la Norvège (avant que son fils ne le dépasse en 2020), ainsi que le joueur le plus sélectionné dans l'équipe de Norvège de Coupe Davis. Il a représenté son pays à trois reprises aux Jeux olympiques, à Barcelone en 1992, à Atlanta en 1996 et à Sydney en 2000.
Spécialiste de la terre battue, il compte à son palmarès 12 tournois Challenger en simple et un en double. Sur le circuit principal ATP, il a atteint une seule finale, perdue en simple, en 1995.
Il est le père du joueur de tennis Casper Ruud, ainsi que son entraîneur,.

## Carrière
Il fait ses débuts chez les professionnels en juin 1991 en Suède sur le circuit Satellite. En 1992, il obtient une place lucky loser pour le tableau principal des Jeux olympiques de Barcelone. Bien que classé 312e, il parvient à mener 2 sets à 1 contre le no 5 mondial, Boris Becker (3-6, 7-62, 5-7, 7-62, 6-3). Il se qualifie dans la foulée pour l'US Open. Toujours en tant que qualifié, il remporte son premier match en Grand Chelem en 1994 lors des Internationaux de France contre Gilbert Schaller. Grâce à ses bonnes performances sur le circuit Challenger (4 titres, 2 finales), il accède au top 100 en fin d'année.
En 1995, il participe à la seule finale ATP de sa carrière à Båstad. Il perd contre le brésilien Fernando Meligeni (6-4, 6-4), qui était pourtant moins bien classé que lui. En septembre, il est demi-finaliste à Bucarest. En 1996, il atteint quatre demi-finales sur le circuit ATP et bat Boris Becker sur abandon.
Il obtient son meilleur résultat dans un tournoi du Grand Chelem lors de l'Open d'Australie 1997 en atteignant les huitièmes de finale en battant notamment Jan Siemerink au 1er tour (3-6, 4-6, 7-5, 6-2, 10-8) en presque 4 heures. Cette année-là, il signe également des victoires sur Félix Mantilla (15e mondial) à Dubaï et surtout Ievgueni Kafelnikov (4e) à Monte-Carlo où il atteint les quarts de finale.
En 1998, il ne parvient pas à défendre ses points acquis à Melbourne et ayant reculé au-delà de la 100e place, il se voit contraint de retourner vers le circuit Challenger, chose qu'il fait avec succès puisqu'il s'impose à quatre reprises. Lors de l'Open d'Australie 1999, il élimine contre toute attente le no 3 mondial et récent vainqueur du Masters, Àlex Corretja en 4 sets (3-6, 6-3, 6-4, 6-4). Il enchaîne sur une demi-finale à Orlando et une victoire contre Thomas Enqvist (17e mondial) au deuxième tour des Internationaux de France.
Fin 1999, une blessure l'écarte des courts pendant 6 mois. Il fait son retour à la compétition lors du Masters de Miami grâce à un classement protégé. En avril 2001, il atteint la finale du tournoi d'exhibition de River Oaks, organisé après le tournoi de Houston où il a battu le 15e mondial, Jan-Michael Gambill au premier tour. Il avait déjà remporté ce tournoi en 1996. Il met un terme à sa carrière quelques mois après à cause d'une nouvelle blessure.

## Palmarès

### Finale en simple messieurs
| No | Date       | Nom et lieu du tournoi | Catégorie    | Dotation  | Surface      | Vainqueur         | Score    |  |
| -- | ---------- | ---------------------- | ------------ | --------- | ------------ | ----------------- | -------- |  |
| 1  | 10-07-1995 | Swedish Open, Båstad   | World Series | 303 000 $ | Terre (ext.) | Fernando Meligeni | 6-4, 6-4 |  |

## Parcours dans les tournois duGrand Chelem

### En simple
| Année | Open d'Australie | Open d'Australie | Internationaux de France | Internationaux de France | Wimbledon       | Wimbledon   | US Open         | US Open          |
| ----- | ---------------- | ---------------- | ------------------------ | ------------------------ | --------------- | ----------- | --------------- | ---------------- |
| 1992  | —                | —                | —                        | —                        | —               | —           | 1er tour (1/64) | C.-U. Steeb      |
| 1994  | —                | —                | 2e tour (1/32)           | S. Bruguera              | —               | —           | —               | —                |
| 1995  | 1er tour (1/64)  | J. Björkman      | 3e tour (1/16)           | J. Courier               | 1er tour (1/64) | A. Medvedev | 1er tour (1/64) | F. Clavet        |
| 1996  | 2e tour (1/32)   | M. Tillström     | 1er tour (1/64)          | H. Dreekmann             | 1er tour (1/64) | S. Matsuoka | 1er tour (1/64) | F. Veglio        |
| 1997  | 1/8 de finale    | G. Ivanišević    | 1er tour (1/64)          | J. A. Viloca             | 1er tour (1/64) | T. Haas     | 2e tour (1/32)  | F. Meligeni      |
| 1998  | 1er tour (1/64)  | C. Van Garsse    | —                        | —                        | —               | —           | 1er tour (1/64) | M. Philippoussis |
| 1999  | 3e tour (1/16)   | A. Ilie          | 3e tour (1/16)           | A. Di Pasquale           | 1er tour (1/64) | R. Krajicek | 2e tour (1/32)  | C. Woodruff      |
| 2000  | —                | —                | 1er tour (1/64)          | T. Johansson             | 1er tour (1/64) | C. Pioline  | 1er tour (1/64) | G. Pozzi         |
| 2001  | —                | —                | 1er tour (1/64)          | S. Sargsian              | —               | —           | —               | —                |

N.B. : à droite du résultat se trouve le nom de l'ultime adversaire.

## Parcours dans lesMasters 1000
| Année | Indian Wells      | Miami                 | Monte-Carlo               | Rome                  | Hambourg           | Canada             | Cincinnati | Essen | Paris |
| ----- | ----------------- | --------------------- | ------------------------- | --------------------- | ------------------ | ------------------ | ---------- | ----- | ----- |
| 1995  | —                 | 1er tour A. O'Brien   | —                         | —                     | —                  | —                  | —          | —     | —     |
| 1996  | —                 | —                     | —                         | 1er tour A. Medvedev  | —                  | 1er tour R. Furlan | —          | —     | —     |
| 1997  | 1er tour J. Stark | 1er tour A. Medvedev  | 1/4 de finale À. Corretja | 2e tour G. Ivanišević | 2e tour M. Ríos    | —                  | —          | —     | —     |
| 1999  | —                 | 2e tour F. Clavet     | —                         | —                     | 1er tour M. Puerta | —                  | —          | —     | —     |
| 2000  | —                 | 1er tour P. Goldstein | 1/8 de finale K. Alami    | 1er tour C. Moyà      | —                  | —                  | —          | —     | —     |

N.B. : sous le résultat se trouve le nom de l’ultime adversaire.